# 大江町和紙伝承館
大江町和紙伝承館（おおえちょう わし でんしょうかん）は、京都府福知山市大江町二俣にある和紙をテーマにした博物館。

## 概要
旧大江町の伝統地場産業であった丹後和紙の歴史や製造工程・生産方法、職人の技法などの展示や、丹後和紙を使った伝統作品の紹介が行われている施設である。
体験工房では、和紙手すり体験をすることができる。（事前予約制。10人以上の団体。有料。）
過去には旧大江町が設立した第三セクターの大江観光が指定管理者となっていたが、2021年（令和3年）現在は福知山市の直営となっている。

## 施設概要
- 所在地：〒620-0324　京都府福知山市大江町二俣1883
- 開館時間：9:00 - 16:00
- 休館日：毎週月曜（祝日の場合は翌日）、12月27日 - 翌年1月4日
- 入館料：有料（一般200円、高校生150円、小中学生100円、乳幼児無料、団体割引有）
- 駐車場：有（無料）

## 交通アクセス
- 京都縦貫自動車道 舞鶴大江IC から国道175号経由で約15分
- 京都丹後鉄道 宮福線 二俣駅 から徒歩約3分

## 沿革
- 1994年（平成6年）：開館
- 2006年（平成18年）1月：合併に伴い福知山市立となる